# 希瑟·穆迪
希瑟·穆迪（英語：Heather Moody，1973年8月21日—），美国女子水球运动员。她曾代表美国国家队参加2000年和2004年夏季奥林匹克运动会水球比赛，获得一枚银牌和一枚铜牌。